# Општина Појана Марулуј (Брашов)
Појана Марулуј (рум. Poiana Mărului) општина је у Румунији у округу Брашов.
Oпштина се налази на надморској висини од 681 m.